# حسن جلبي
حسن جلبي (بالتركية: Hasan Çelebi)، (1937- 2025 م) خطَّاط تركي، وداعية إمام. يُعَدُّ من كبار الخطَّاطين المعاصرين المبدعين في الخط العربي في تركيا والعالم العربي. أجازه الخطاط حامد الآمدي، ومن أشهر طلابه الخطاط عُبَيدة البَنْكي، والخطاط داود بكتاش، والخطاط محمد زكريا، والخطاطة فاطمة البقالي، والخطاطة نورية غارسيا ماسيب، والخطاطة هلال قزان.

## سيرته
ولد حسن جلبي في قرية إنجه التابعة لقضاء أُولتي بولاية أرضروم شرقي الأناضول، عام 1937. نشأ نشأة قروية في بيئة ليس فيها مدرسة ابتدائية لكنها تحرِصُ على حفظ القرآن الكريم، فبدأ حفظه ما بين سنِّ العاشرة والثانية عشرة على يد خاله يوسف الطاش، وقد استغرقت مدَّة حفظه للقرآن ثلاث سنوات ونصف السنة.
رحل إلى إسطنبول سنة 1954، وأمضى سنوات في إعادة حفظ القرآن وإتقان التجويد، والعمل على فهم معاني القرآن الكريم، وتحصيل اللغة العربية. وفي سنة 1956 اجتاز امتحانًا بإشراف رئاسة الشؤون الدينة التركية فأصبح مؤذّنًا في مسجد إسكال بمنطقة أسكدار، وفي الوقت نفسه كان مواظبًا على تعلُّم اللغة العربية وإتقانها. ثم اجتاز سنة 1957 امتحانًا آخرَ ليصبح إمامًا، ولكنه مضى لأداء الخدمة العسكرية الإجبارية في بيقوز، وكان يتردَّد إلى مسجد بيقوز ويُعجَب كثيرًا بالخطوط المكتوبة فيه، وصار لديه شغف بالخِطاطة الإسلامية. ثم بدأ العمل سنة 1959م إمامًا في مسجد دركاه محمَّد نصوحي أفندي، وكان في المسجد بعض الخطوط المنمَّقة.

## مع الخط العربي
في سنة 1960 تزوَّج حسن جلبي، وانتقل إلى بلدة يوسف إيلي القريبة من بلدته، وصار يعمل في كتابة اللافتات بالحرف اللاتيني، ولكن حبَّه للخِطاطة الإسلامية دفعه لتعلُّم الخطوط الرئيسة وحدَه، مثل الثلث والنسخ والنستعليق والرقعة والإجازة والديواني والديواني الجلي، من كراريس لتعليم الخطوط العثمانية. وكان يكتب عبارة «توكَّلت على الله» مقلوبة على الزجاج لتُقرأ من الجهة الأمامية على الصواب، ولاقت إعجابًا وتشجيعًا. وصار يكتب ما يُعرَف عند الأتراك العثمانيين بـ «جهاريار» التي تزيِّن المساجد في تركيا، وهي لفظ الجلالة، واسم النبي محمد، وأسماء الخلفاء الأربعة الراشدين، كتبها في مسجد بلدة يوسف إيلي، ثم أصبح يُطلب منه كتابتها في مساجد بعض القرى المجاورة.
في سنة 1963 عاد مرَّة أخرى إلى إسطنبول، وعُيِّن إمامًا لمسجد شيخ الإسلام محمد سعيد أفندي بمنطقة سلطان تبه التابعة لأسكدار، ومضى إلى الخطاط حامد الآمدي الذي كان في الستين من عمره، وطلب إليه أن يقبله تلميذًا عنده، لكنه اعتذر لمشاغله الكثيرة، ودلَّه على تلميذه مصطفى حليم أوزيازجي. تعلَّم لدى مصطفى حليم وأخذ عنه الخطوط، واستفاد منه استفادة كبيرة، على قِصَر مدَّة التعلُّم، إذ لم يلبث أن توفي الأستاذ بحادث سير. فجمع جلبي أمره وذهب إلى حامد الآمدي مرَّة أخرى، فقبله وقال له: إن طريق حليم هو طريقُنا، وإذ قد بدأت ذلك الطريق معه فتعال أيَّام السبت حتى أساعدك. فبدأ بالتتلمذ على يديه ابتداءً من نوفمبر سنة 1964. بدأ تعلُّم الثلث والنسخ معًا، وكان قد بدأ تعلُّم النسخ مع حليم أوَّل، فكتب له حامد الدرس الأوَّل وهو «ربِّ يسِّر» كالعادة بالثلث، واستمرَّ عنده سنوات يتدرَّب.
وأخذ عن الشاعر كمال باتاني (بطناي) أستاذ الخط الفارسي خطي الفارسي والرقعة. ثم عرَّفه إلى الأستاذ نجم الدين أوقياي الذي كان أستاذًا كبيرًا جمع العديد من المعارف والفنون، وحافظًا للقرآن، وخطيبًا مفوَّهًا وإمامًا. ولمَّا رأى خطَّه قد نضج طلب من حامد الآمدي أن يجيزه، وكان قد تجاوز الثمانين، فنال منه الإجازة في عام 1391هـ/ 1971. ثم أجازه كمال بطناي بالخط الفارسي سنة 1400/ 1980.
تخرَّج به في الخطِّ عدد كبير من الخطاطين في تركيا وخارجها، تجاوز عددهم 500 خطاط، وحصل كثير منهم على إجازات منه. من أشهرهم: الخطاط محمد زكريا من الولايات المتحدة، والخطاطة الإماراتية فاطمة البقالي، والخطاطة التركية هلال قزان، والخطاطة الإسبانية نورية غارسيا ماسيب. وفي سنة 1986 أقام مركز الأبحاث والفنون والثقافة الإسلامية في إسطنبول (إرسيكا) أوَّلَ مسابقة دَولية في فنِّ الخطِّ باسم «حامد أيتاج الآمدي»، وكان داود بكتاش تلميذ حسن جلبي قد حصل على الجائزة الأولى في الثلث الجلي، وقد سُرَّ كثيرا بهذا الفوز.

## أعماله
أنتج جلبي مئات اللوحات الخطية للمساجد والمؤسسات الثقافية والعلمية والمؤتمرات في أنحاء العالم، وارتبط ارتباطًا وثيقًا بترميم اللوحات الخطية في المسجد النبوي بالمدينة المنوَّرة التي أقيمت في العهد العثماني، وكُلِّف كتابةَ سورتي الملك والجمعة على جدار المسجد النبوي الشريف، من جهة البقيع، في وقت توسعته الأخيرة. ونُقشت أعماله في مسجد قُباء بالخط الكوفي، ومسجد القِبلتَين، ومسجد الجُمعة في المدينة المنوَّرة. وفي مسجد الجمعة في جوهانسبرغ، ومسجد الجمعة في كازاخستان، ومسجد الفاتح في بفورتسهايم في ألمانيا.
وكتب أيضًا في المسجد الأزرق بإسطنبول، ومسجد سلامي علي بمنطقة أسكدار، إضافة إلى عدد من المساجد في مدن الأناضول، وكتب على مسجد خالد المرزوق، ومركز الطب في الكويت من الداخل والخارج سنة 1985. . ويُعَد حسن جلبي أبرزَ الأعضاء في لجنة التحكيم للمسابقات في فن الخط بمركز «إرسيكا».

## وفاته
توفي حسن جلبي في إسطنبول، يوم الاثنين 25 شعبان 1446هـ الموافق 24 فبراير (شُباط) 2025م، عن عمر ناهز تسعين سنة هجرية. وقد نعاه الرئيس التركي رجب طيب أردوغان قائلًا: "لقد شعرت بحزن عميق لرحيل حسن جلبي، أحد كبار أساتذة الخط، الذي وهب حياته لنقش القرآن الكريم على القلوب، والفائز بالجائزة الكبرى للثقافة والفنون الرئاسية.. رحم الله المرحوم حسن جلبي رئيس الخطاطين. أتقدم بأحر التعازي لأسرته وأحبائه وأقاربه وطلابه. رحمه الله وأسكنه فسيح جناته".